# Martella gandu
Martella gandu là một loài nhện trong họ Salticidae.
Loài này thuộc chi Martella. Martella gandu được María Elena Galiano miêu tả năm 1996.